# 蔡特拉恩
蔡特拉恩是德国巴伐利亚州的一个市镇。总面积16.11平方公里，总人口5971人，其中男性2976人，女性2995人（2011年12月31日），人口密度371人/平方公里。